# استیون نیوبولد
استیون نیوبولد (انگلیسی: Stephen Newbold؛ زادهٔ ۵ اوت ۱۹۹۴) دونده اهل ایالات متحده آمریکا است.